# Portman Road
A Portman Road labdarúgóstadion Ipswichben, Angliában. 1884 óta az Ipswich Town FC otthona. A stadionban rendeztek ezek mellett utánpótlás-válogatott mérkőzéseket és 2003-ban a felnőtt csapat egy barátságos mérkőzését is, Horvátország ellen. Labdarugás mellett rendeztek itt atlétikai eseményeket, jégkorong mérkőzéseket és koncerteket is.
Az Ipswich 1884-ben költözött ide és azóta itt is játssza hazai találkozóit. 1975 márciusában volt itt a legtöbb néző, mikor 38 010 rajongó tekintette meg a csapat mérkőzését a Leeds United ellen. Az 1990-es években eltávolították az állóhelyeket és a 2000-es években nagy felújításokon esett át, megnövelve a kapacitást 22 600-ról 29 673-ra.